# نواختر

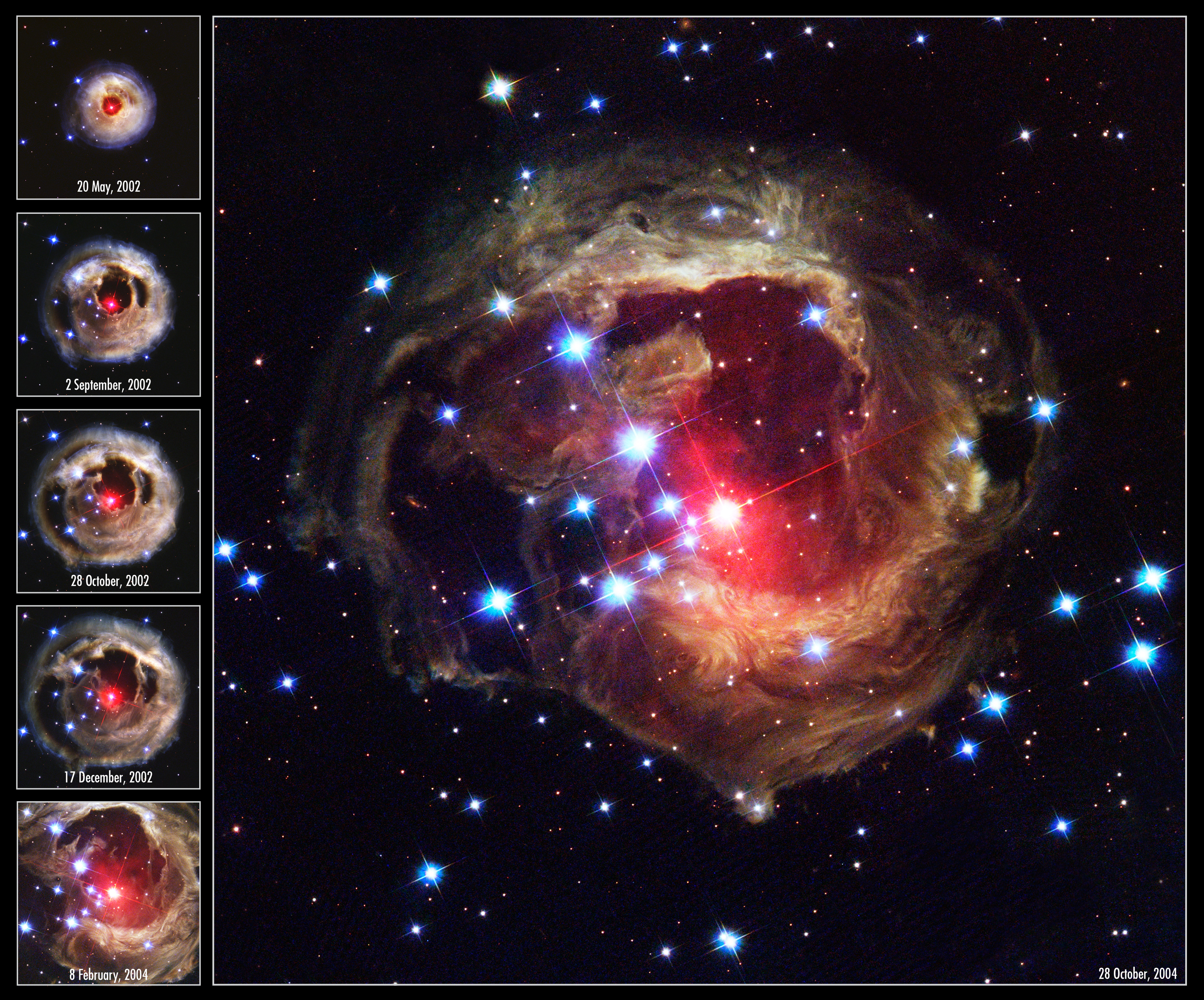

## ریشهٔ واژه
نُواَخْتَر به معنی اَختَر یا ستاره‌ی نوین است و در زبان لاتین نیز نُوا (به انگلیسی: nova) خوانده می‌شود. انگیزهٔ کاربرد این واژه آن است که گذشتگان می‌پنداشتند نواَختر به راستی زایش یک ستاره است، زیرا که این ستارگان ناگهان بیشتر از همیشه درخشان می‌شدند. هر چند امروزه ما می‌دانیم که نواختر و ابرنواختر نمودار مرگ یک ستاره‌اند. 

## تاریخچه
کهن‌ترین گزارش دیدن یک نواختر به ۱۳۴ سال پیش از میلاد باز می‌گردد و از آن سال تا ۱۹۰۰ میلادی، ۱۶۰ نواختر دیگر هم ثبت شده‌است. با پیشرفت در فناوری نورشناسی و برنامه‌ریزی پایه‌ای شمار نواخترهای شناسایی‌شده به دو برابر افزایش پیدا کرده‌است.

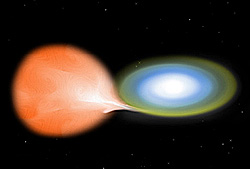
نمایی پنداشتی از یک کوتولهٔ سفید که هیدروژن را از یک همراه بزرگ‌تر می‌کشد

## چکیده
زایش یک ستارهٔ نو در یک ابرِ غول‌آسایی که از گاز و غبار ساخته شده رخ می‌دهد. این ابر با کشش گاز و غبار به درون با نیروی گرانش آغاز به فروپاشی می‌کند و صدها ستارهٔ جوان را بنیاد می‌نهد. هر ستاره یا پیش‌ستارهٔ جوان با ساخت انرژی هسته‌ای آغاز به درخشش می‌کند. سپس ستاره میلیاردها سال از سوخت هسته‌ای بهره می‌گیرد و پرتوافشانی می‌کند. ولی سرانجام گازها که به عنوان سوخت واکنش هسته‌ای ستاره عمل می‌کنند، پایان می‌یابد. برآیند این که ستاره گرم و گرم‌تر می‌شود، تا جایی که ستاره به یک غول قرمز دگرش می‌یابد. هنگامی که همهٔ سوخت ستاره پایان یافت، ستاره در خود کوچک می‌شود و تبدیل به یک کوتوله سفید می‌گردد که با گذر زمان کم‌نور و کم‌نورتر می‌شود. برخی از ستاره‌های بزرگ با چنان سرعتی کاهش حجم می‌یابند که به گونهٔ یک ابرنواختر درمی‌آیند و می‌پکند.
این پدیده در ستارگان کوچک مانند خورشید رخ نمی‌دهد زیرا آن‌ها سرانجام به کوتولهٔ سپید تبدیل می‌شوند و میزان روشنایی نواختران از ابرنواختران کمتر است جرم لازم برای ایجاد شدن یک ابرنواختر برای یک ستاره به‌طور تقریبی حدود هشت برابر جرم خورشید ماست. یک نواختر یک پکش هسته‌ای بزرگ است که به خاطر رشد هیدروژن در پوستهٔ یک کوتولهٔ سفید رخ می‌دهد.